# جون روبرت ستار
جون روبرت ستار (بالإنجليزية: John Robert Starr)‏ هو صحفي أمريكي، ولد في 1927، وتوفي في 1 أبريل 2000.